# 第二次潮梅戰鬥
潮梅戰鬥發生於1925年10月17－11月17日，地點則是在中國粵東。是北洋政府時期內戰戰鬥之一，也是國軍第二次東征的主要戰役。該戰鬥交戰兩方，一方為國軍第三師，另一方則為粵軍第二軍。